# Provincia di Huarmey
La provincia di Huarmey è una provincia del Perù, situata nella regione di Ancash.

## Geografia antropica

### Suddivisioni amministrative
È divisa in 5 distretti:
- Huarmey
- Cochapeti
- Culebras
- Huayan
- Malvas